# Mered
Mered (hbr. meredh "powstanie, bunt") – postać biblijna. Mered pochodził z plemienia Judy i miał dwie żony: jedna z nich była córką faraona.

## Mered w Biblii
Jedyna wzmianka o nim pojawia się w 1 Kronik 4:17, 18. Mered pochodził z plemienia Judy. jego ojcem był Ezra (Ezrah).
Mered miał dwie żony. Jedna z nich była Izraelitką, a druga, Bitia, córką faraona. Niewymieniona z imienia Izraelitka urodziła mu Jereda, ojca Gedora, i Chebera, ojca Socho. Egipcjanka Miriama, Szammaja i Jiszbacha, ojca Esztemoi.

## Tradycja żydowska
Tradycja żydowska utożsamia Mereda z Kalebem, jednym z 12 zwiadowców.